# Ermogene (filosofo)
Ermogene (greco: Ἑρμογένης; fl. V-IV secolo a.C.) è stato un filosofo greco antico, vissuto nel V-IV secolo a.C.; era un figlio di Ipponico e fratello del ricco Callia.
È uno degli interlocutori di Socrate e Cratilo nel dialogo di Platone Cratilo. Secondo Diogene Laerzio fu uno degli insegnanti di Platone, anche se nessun altro scrittore antico vi fa riferimento.
Benché appartenesse alla famosa famiglia di Callia, secondo Senofonte era un individuo con poche risorse economiche; ciò potrebbe significare che fosse un figlio illegittimo di Ipponico. Platone, nel dialogo citato, suggerisce che fosse stato ingiustamente privato della sua proprietà dal fratello Callia.